# 베네수엘라의 국기

베네수엘라의 국기, 민간기, 상선기 비율 2:3

베네수엘라의 정부기, 군기, 정부 선적기, 해군기 비율 2:3

베네수엘라의 국기는 1811년에 처음 제정되었다. 노란색, 파란색, 빨간색의 가로 줄무늬 바탕 가운데에는 반원 모양을 만들고 있는 8개의 하얀색 별이 그려져 있으며, 노란색 줄무늬 왼쪽에는 베네수엘라의 국장이 그려져 있다.
현재의 국기는 2006년 3월 12일 우고 차베스 대통령에 의해 수정된 것으로, 국장에 그려져 있던 하얀색 말의 방향을 오른쪽에서 왼쪽으로 변경함과 동시에 국기에 그려져 있던 7개의 별에 1개를 추가한 8개의 별로 수정한 디자인이다.
노랑은 나라의 풍부함을, 파랑은 하늘과 바다를, 빨강은 독립을 위해 흘렸던 피를 의미하며, 8개의 별은 1811년 7월 5일 당시에 베네수엘라 독립 선언서에 서명했던 7개의 주(바르셀로나 주, 바리나스 주, 카라카스 주, 쿠마나 주, 마르가리타 주, 메리다 주, 트루히요 주)와 시몬 볼리바르가 그란콜롬비아의 영토에 포함하려고 했던 과야나 지방을 의미한다.
정부기, 군기, 정부 선적기, 해군기는 국장이 그려져 있는 형태의 기를 사용하며, 민간기, 상선기는 국장이 없는 형태의 기를 사용한다.

## 색상
| 색상 | 노랑                 | 파랑               | 빨강                | 하양                  |
| ---- | -------------------- | ------------------ | ------------------- | --------------------- |
| RGB  | 247–209–23 (#FFCC00) | 0–51–171 (#00247D) | 207–20–43 (#CF142B) | 255–255–255 (#FFFFFF) |

## 그 외의 기

베네수엘라의 대통령기 (1970년 ~ 1997년)
베네수엘라의 대통령기 (1997년 ~ 2006년)

해군기
대통령기
대통령기 (해상)

## 이전의 국기

베네수엘라의 국기 (1810년 ~ 1814년)
베네수엘라의 국기 (1817년 ~ 1819년)
그란콜롬비아의 국기 (1819년 ~ 1820년)
그란콜롬비아의 국기 (1820년 ~ 1821년)
그란콜롬비아의 국기 (1821년 ~ 1831년)
베네수엘라의 국기 (1830년 ~ 1836년)
베네수엘라의 국기 (1836년 ~ 1859년)
베네수엘라의 국기 (1859년)
베네수엘라의 국기 (1859년 ~ 1863년)
베네수엘라의 국기 (1863년 ~ 1905년)
베네수엘라의 정부기 (1863년 ~ 1905년)
베네수엘라의 국기 (1905년 ~ 1930년)
베네수엘라의 정부기 (1905년 ~ 1930년)
베네수엘라의 국기 (1930년 ~ 2006년)
베네수엘라의 정부기 (1930년 ~ 1954년)
베네수엘라의 정부기 (1954년 ~ 2006년)

### 그 외의 기
- 베네수엘라의 대통령기
(1970년 ~ 1997년)
- 베네수엘라의 대통령기
(1997년 ~ 2006년)